# Eupsilia quinquilinea
Eupsilia quinquilinea là một loài bướm đêm trong họ Noctuidae.